# Мехиаель
Мехиаель — библейский персонаж, упоминаемый в Книге Бытия Ветхого Завета, правнук Каина, внук Еноха, сын Ирада, отец Мафусала.

## Варианты написания имени
Помимо написания Мехиаель встречаются написания:
- Мехиаэль[2];
- Мехияэль[3];
- Малелеил[4][5][6];
- Мехуиэл[7].